# Chloroclystis exsanguis
Chloroclystis exsanguis là một loài bướm đêm trong họ Geometridae.